# Philippe Poutou
Philippe Poutou (ur. 16 marca 1967 w Villemomble) – francuski polityk, związkowiec, działacz społeczny członek Nowej Partii Antykapitalistycznej. Kandydat w wyborach prezydenckich we Francji w 2012, 2017 roku i 2022 roku.

## Życiorys
Jest sekretarzem Powszechnej Konfederacji Pracy w Ford Motor Company, w regionie Akwitania jest pracownikiem firmy. W 2007 roku brał główną rolę w negocjacjach związkowców z firmą która planowała zwolnić 2000 pracowników i był rzecznikiem związkowców.
W czerwcu 2011 roku został wybrany na kandydata Nowej Partii Antykapitalistycznej na stanowisko prezydenta Francji. Startował ponadto bez powodzenia do parlamentu w 2007 i w wyborach samorządowych w 2010. W 2017 roku ponownie był kandydatem partii na prezydenta Francji.
W wyborach prezydenckich w 2012 roku uzyskał 1,2% głosów, natomiast w wyborach w 2017 roku otrzymał 1,1% poparcia.
W październiku 2021 r. Philippe Poutou wziął udział w kontr-szczycie Afryka-Francja organizowanym we Francji w dniach 6-10 października 2021 r.
W wyborach prezydenckich we Francji w 2022 roku otrzymał 0,77% głosów, zajmując tym samym przedostatnie 11. miejsce. 